# Rockabye (canción)
«Rockabye» es una canción de la banda británica Clean Bandit en colaboración con el rapero y cantante jamaicano Sean Paul y la cantautora inglesa Anne-Marie. Se lanzó el 21 de octubre de 2016, siendo el primer sencillo de la banda después de la salida de Neil Amin-Smith. El tema trata sobre la dificultad de las  madres solteras o abandonadas por sus maridos o los padres para criar a sus hijos y alude a la canción de cuna «Rock-a-bye Baby».
La pista se convirtió en uno de los sencillos número uno de UK Singles Chart durante la época de Navidad el 23 de diciembre de 2016. A su vez, es la primera canción en la historia que se coloca en esa posición tras más de seis semanas en el máximo de la lista británica. En total, estuvo nueve semanas en el tope de la lista además de estar en los primeros puestos en más de veinte países.

## Antecedentes
Clean Bandit anunció el lanzamiento del sencillo el 21 de octubre de 2016, solo dos días después de la salida de Neil Amin-Smith. En una conversación con Digital Spy, Grace Chatto dijo: «Hemos querido trabajar con Sean Paul durante mucho, mucho tiempo y es un sueño que hemos hecho realidad. Anne-Marie cuenta la historia y a nosotros nos encanta su voz. La oímos por primera vez cantando con Rudimental y nos hemos encontrado con ella en millones de festivales durante los últimos años; ha sido muy agradable colaborar juntos». Chatto continuó diciendo que Jack Patterson, uno de los miembros de Clean Bandit, compuso la canción junto a Ina Wroldsen, quien escribió la letra sobre su hijo «que es por lo que suena tan auténtico para nosotros, y es tan emocional y especial».

## Composición y video musical
«Rockabye» está escrita en clave de la menor y compuesta en un compás con un tempo de 102 golpes por minuto, siguiendo una progresión en el acorde de La–Fa–Sol–Do. El período vocal es de G3 a E5. Por su parte, el vídeo musical se lanzó el 21 de octubre de 2016 y tiene una duración de cuatro minutos y trece segundos. El vídeo representa a una madre soltera actuando en un bar para ganar dinero y poder mantener a su hijo deseando para este un futuro mejor. Además aparecen también Anne-Marie y Sean Paul que están cantando. En junio de 2017 superó los mil millones de visitas. La canción es también conocida por samplear "Amores cómo el nuestro" del cantante Jerry Rivera, al igual que lo han hecho otros artistas como Shakira en su éxito super ventas hips don't lie

## Recepción comercial
El 28 de octubre de 2016, «Rockabye» entró a la lista de Reino Unido en la séptima posición, aunque a la semana siguiente alcanzó la tercera y, tras un buen rendimiento, se colocó en el primer lugar, desbancando a «Shout Out To My Ex». Se trata del segundo sencillo de Clean Bandit en llegar al tope de la tabla, tras «Rather Be». A fecha de 7 de enero de 2017, llevaba más de nueve semanas en el número uno, posición que consiguió también en Alemania, Australia, Austria, Finlandia, Irlanda, Nueva Zelanda y Suiza. El 23 de diciembre de 2016, ya habiéndose posicionado en el tope del ranking, llegó a ser la canción número uno en la Navidad de 2016, la primera vez que no era una ganadora del programa Factor X, una canción de caridad o la música de una escena acrobática desde «Mad World», en 2003. Sin embargo, vendió solo 57 631 copias, lo que la llevó a ser la canción navideña número uno con menos ventas. No obstante, debido a la recaudación de las actuaciones en directo, obtuvo la segunda posición en las listas de ventas.
Por otro lado, en Estados Unidos debutó en la centésima posición en el Billboard Hot 100 durante la semana del 24 de diciembre de 2016. Se trata de la segunda canción de Clean Bandit que entró en esa lista después de «Rather Be» en 2014 y, desde entonces, ha llegado a la novena posición, superando incluso a su anterior sencillo, que se quedó en la décima. A su vez, es también la primera canción de Anne-Marie que entra en esta lista. En el Billboard Dance/Mix Show Airplay, consiguió la primera plaza el 18 de febrero de 2017, esto es, la segunda canción de Clean Bandit y Sean Paul, y la primera de Anna-Marie que lo consiguen.

## Lista de canciones
- Descarga digital[22]

1. "Rockabye" – 4:11

- Sencillo en CD[23]

1. "Rockabye" – 4:11
2. "Rockabye" (Thomas Rasmus Chill Mix) – 3:38

- Descarga digital – Remixes[24]

1. "Rockabye" (Jack Wins Remix) – 5:05
2. "Rockabye" (Sekai no Owari|End of the World Remix) – 2:54
3. "Rockabye" (Elderbrook Remix) – 3:28
4. "Rockabye" (Thomas Rasmus Chill Mix) – 3:38

## Posicionamiento en listas
| Lista (2016)                                          | Mejor posición |
| ----------------------------------------------------- | -------------- |
| Argentina (Monitor Latino)                            | 10             |
| Alemania (GfK Entertainment Charts)                   | 1              |
| Australia (ARIA Charts)                               | 1              |
| Australia (ARIA Dance)                                | 1              |
| Austria (Ö3 Austria Top 40)                           | 1              |
| Bélgica (Ultratop 50 Flandes)                         | 2              |
| Bélgica (Ultratop 50 Valonia)                         | 1              |
| Canadá (Canadian Hot 100)                             | 4              |
| Dinamarca (Tracklisten)                               | 1              |
| Escocia (Official Charts Company)                     | 1              |
| Eslovaquia (Rádio Top 100)                            | 2              |
| Eslovenia (SloTop50)                                  | 1              |
| España (PROMUSICAE)                                   | 4              |
| España (LOS40)                                        | 1              |
| Estados Unidos (Billboard Hot 100)                    | 9              |
| Estados Unidos (Billboard Adult Top 40)               | 17             |
| Estados Unidos (Billboard Hot Dance Club Songs)       | 5              |
| Estados Unidos (Billboard Hot Dance/Electronic Songs) | 2              |
| Estados Unidos (Billboard Mainstream Top 40)          | 8              |
| Finlandia (Suomen virallinen lista)                   | 1              |
| Francia (SNEP)                                        | 4              |
| Grecia (Billboard Greece Digital Songs)               | 4              |
| Hungría (Dance Top 40)                                | 1              |
| Hungría (Rádiós Top 40)                               | 2              |
| Irlanda (IRMA)                                        | 1              |
| Israel (Media Forest)                                 | 1              |
| Italia (FIMI)                                         | 1              |
| Japón (Japan Hot 100)                                 | 89             |
| Letonia (Latvijas Top 40)                             | 1              |
| Líbano (The Official Lebanese Top 20)                 | 1              |
| Luxemburgo (Billboard Luxembourg Digital Songs)       | 2              |
| México (Monitor Latino)                               | 1              |
| Noruega (VG-lista)                                    | 2              |
| Nueva Zelanda (Recorded Music NZ)                     | 1              |
| Países Bajos (Dutch Top 40)                           | 1              |
| Polonia (Polish Airplay Top 100)                      | 4              |
| Polonia (Dance Top 50)                                | 3              |
| Polonia (Polish TV Airplay Chart)                     | 1              |
| Reino Unido (Official Singles Chart)                  | 1              |
| República Checa (Rádio Top 100)                       | 2              |
| República Checa (Singles Digitál Top 100)             | 1              |
| Rumania (Romanian Top 100)                            | 3              |
| Rusia (Tophit Airplay)                                | 1              |
| Suecia (Sverigetopplistan)                            | 1              |
| Suiza (Schweizer Hitparade)                           | 1              |
| Unión Europea (Billboard European Hot 100)            | 1              |

| Lista (2016)                          | Mejor posición |
| ------------------------------------- | -------------- |
| Alemania (GfK Entertainment Charts)   | 59             |
| Australia (ARIA Charts)               | 66             |
| Austria (Ö3 Austria Top 40)           | 75             |
| Reino Unido (Official Charts Company) | 37             |

| País          | Organismo  | Certificación |
| ------------- | ---------- | ------------- |
| Alemania      | BVMI       | Platino       |
| Australia     | ARIA       | Platino       |
| Canadá        | CRIA       | 2× Platino    |
| España        | PROMUSICAE | 3× Platino    |
| Italia        | FIMI       | 4× Platino    |
| Nueva Zelanda | RMNZ       | Platino       |
| Polonia       | ZPAV       | Diamante      |
| Suiza         | IFPI       | Oro           |
| Reino Unido   | BPI        | Platino       |

## Historial de lanzamientos
| Región  | Fecha                  | Formato                       | Sello                               |
| ------- | ---------------------- | ----------------------------- | ----------------------------------- |
| Mundial | 21 de octubre de 2016  | Descarga digital              | Atlantic Records Warner Music Group |
| Mundial | 9 de diciembre de 2016 | Descarga digital (Remixes EP) | Atlantic Records Warner Music Group |